# 安化乡
安化乡，是中华人民共和国四川省南充市营山县下辖的一个乡镇级行政单位。

## 行政区划
安化乡下辖以下地区：
柑园村、牛尾村、印心村、漏峰村、灯笼村、河口村、黄金村、柏木村、雪峰村、黑堰村、爬山村和龙古村。